# Spalony (rugby union)

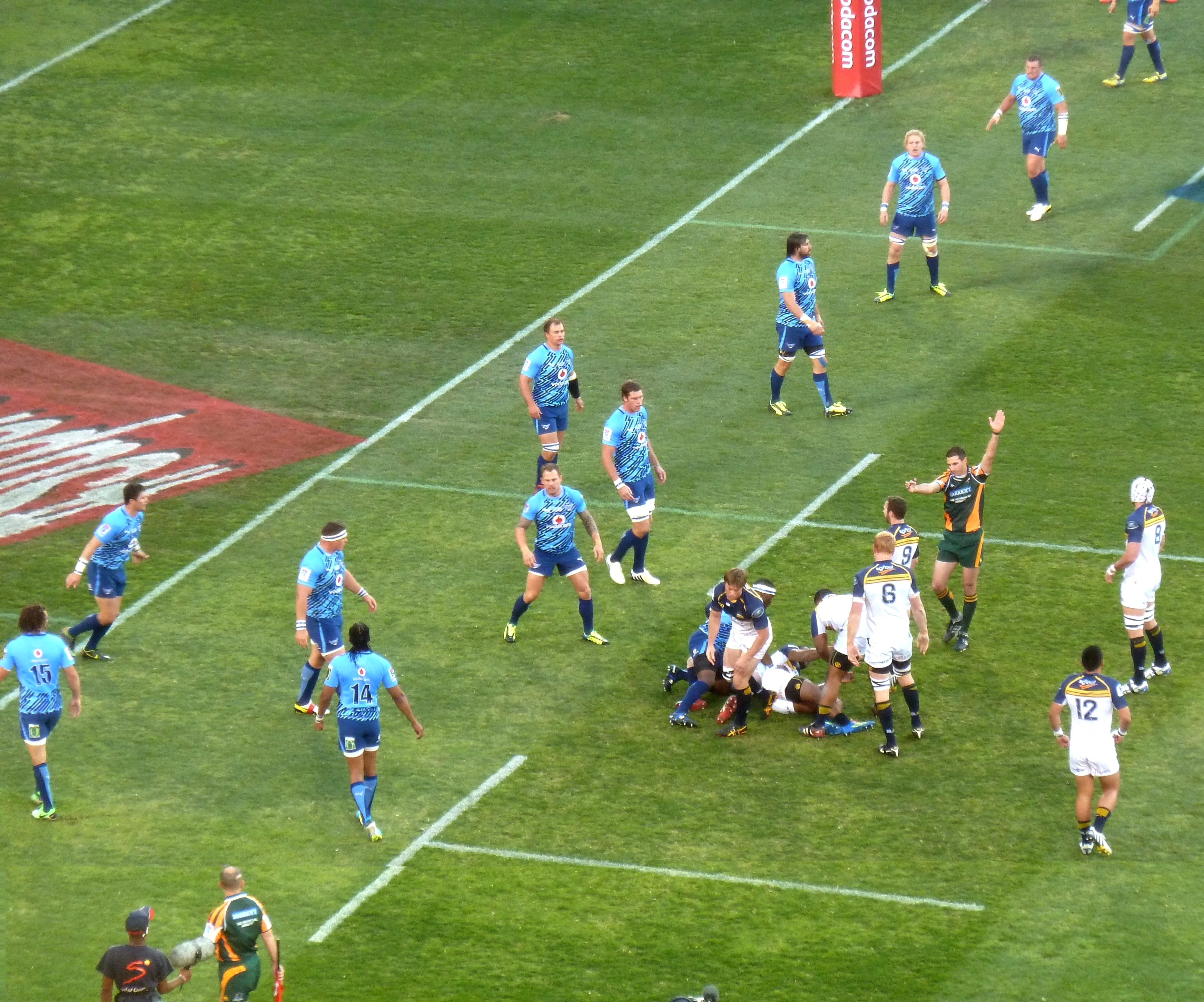
Po lewej zawodnicy drużyny w niebieskich koszulkach ustawieni za linią spalonego podczas szarży/rucka

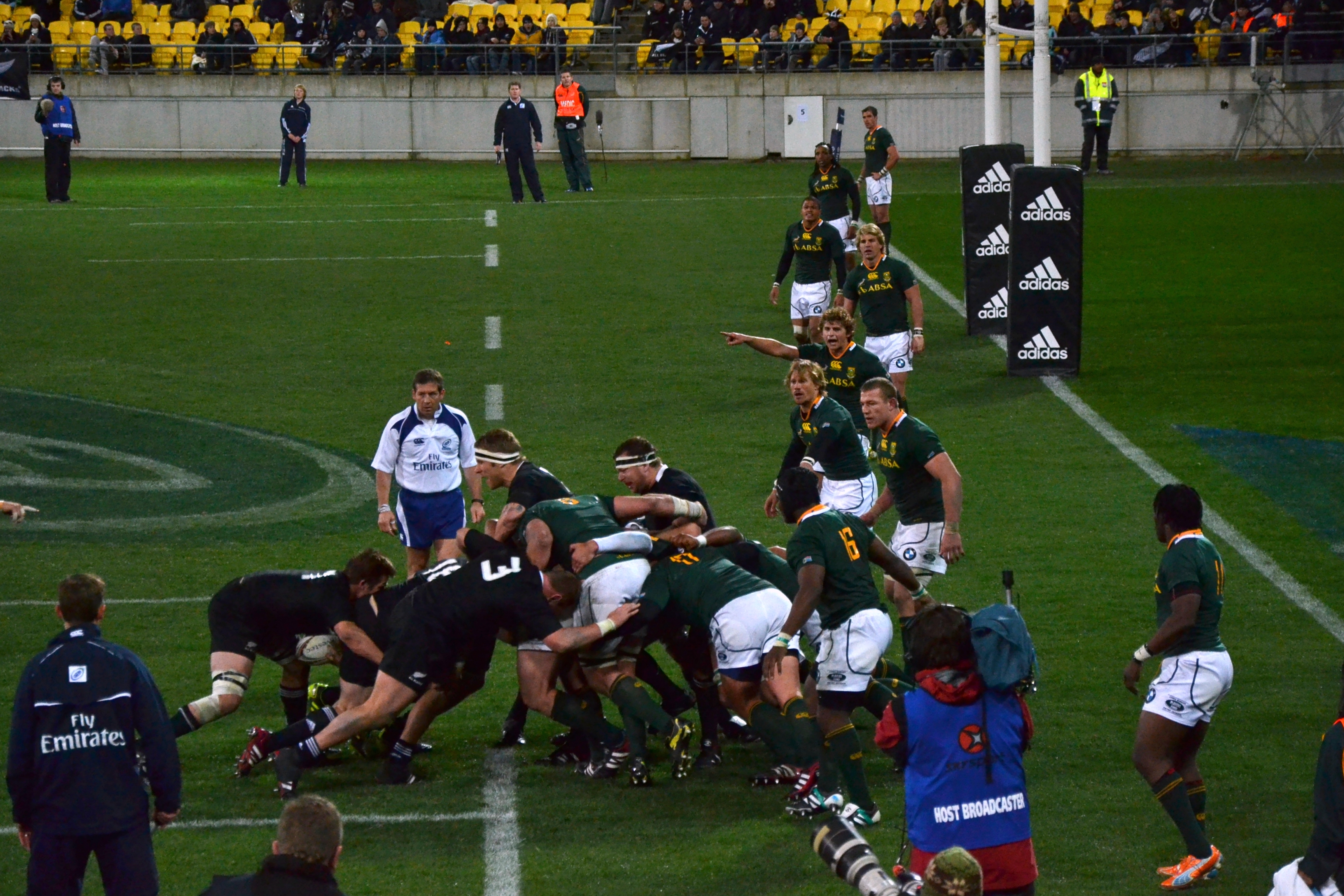
Po prawej zawodnicy drużyny w zielonych koszulkach ustawieni za linią spalonego podczas maula

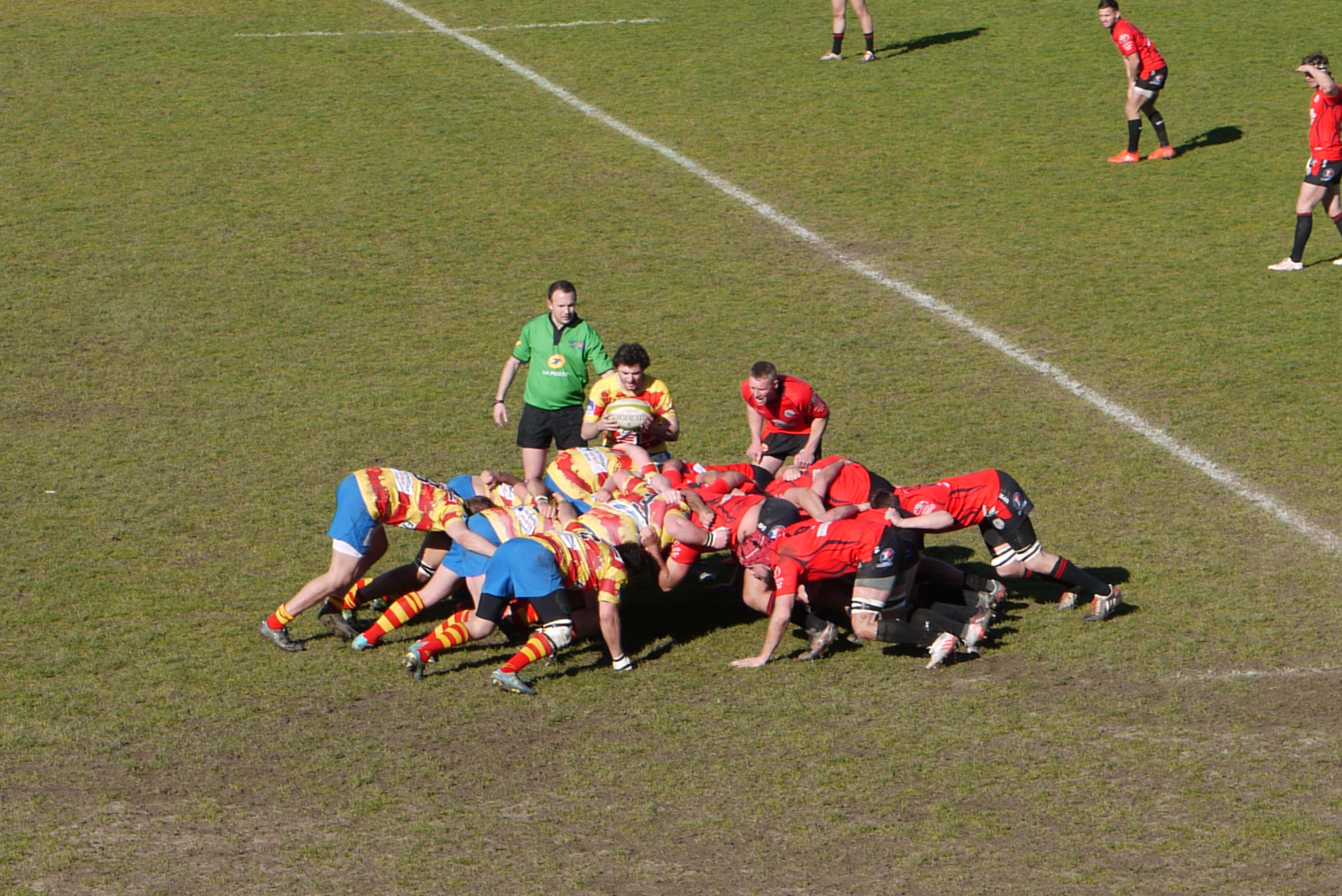
W prawym górnym rogu zawodnicy drużyny w czerwonych koszulkach ustawieni za linią spalonego podczas młyna

Spalony (ang. offside) – przewinienie podczas gry w rugby union, polegające na udziale w grze zawodnika będącego zbyt blisko pola punktowego przeciwnika. 
Prawo spalonego jest jednym z podstawowych elementów charakteryzujących rugby; wynika z niego m.in. wymóg podawania piłki ręką wyłącznie do tyłu. W przeciwieństwie do piłki nożnej, pozycja spalona może nastąpić w każdym miejscu pola gry.

## Okoliczności spalonego

### Gra otwarta
Uznanie pozycji zawodnika za spaloną różni się w rugby union zależnie od fazy gry. W grze otwartej pozycja spalona następuje, gdy zawodnik jest przed partnerem, który trzyma piłkę lub który jako ostatni ją zagrał. Zawodnik znajdujący się na pozycji spalonej nie może zagrywać piłki, poruszać się do przodu w kierunku piłki, szarżować przeciwników posiadających piłki, ani w żaden sposób przeszkadzać przeciwnikom w grze.
Zawodnik będący na pozycji spalonej jest z powrotem uprawniony do gry jeżeli wycofa się za partnera, który ostatni zagrał piłką, lub za partnera, który nie był na pozycji spalonej, albo jeżeli partner z piłką lub partner niebędący na pozycji spalonej wybiegnie przed niego. Zawodnik będący przed partnerem, który kopnął piłkę, jest uprawniony do gry także, jeśli natychmiast wycofa się poza wirtualną linię prostopadłą do linii bocznej, przebiegającą 10 m przed zawodnikiem, który złapał piłkę lub miejscem, gdzie dotknęła ona ziemi. Zawodnik będący na pozycji spalonej jest także uprawniony do gry, jeżeli przeciwnik dotknie celowo piłki lub przejmie piłkę oraz przebiegnie z nią 5 m, poda ją lub kopnie.

### Stałe fragmenty gry
W przypadku rozgrywania stałych fragmentów gry obowiązują dodatkowe reguły dotyczące spalonego. 
W przypadku szarży i rucka linia spalonego przebiega prostopadle do linii bocznych przez najbardziej wysuniętą część ciała zawodnika uczestniczącego w szarży lub stojącego na nogach nad piłką od strony swojej drużyny. W przypadku maulaa reguła ta odnosi się do najbardziej wysuniętej w kierunku swojej drużyny stopy zawodnika uczestniczącego w maulu. Natomiast jeżeli bliżej szarży, rucka lub maula położona jest linia bramkowa, to ta linia jest linią spalonego
W przypadku autu dla zawodników uczestniczących w tym fragmencie gry linia spalonego przebiega na linii wrzutu piłki, a po jej wrzucie – na wysokości piłki. Zawodnicy niebiorący udziału w aucie muszą pozostać za linią spalonego przebiegającą 10 m o linii wrzutu (lub za linią bramkową, jeśli jest bliżej miejsca wrzutu). Zawodnicy drużyny wrzucającej piłkę do autu mogą poruszać się do przodu po wrzucie, natomiast zawodnicy drużyny przeciwnej – po tym, jak poruszą się do przodu ich rywale.
W przypadku młyna odrębne linie spalonego obowiązują łączników młyna obu drużyn oraz zawodników niebiorących udziału w tym fragmencie gry. Łącznik młyna drużyny niewrzucającej piłki musi obiema stopami znajdować się za piłką. Łącznik młyna drużyny wrzucającej piłkę musi mieć co najmniej jedną stopę na wysokości piłki lub za piłką (druga stopa może być przed piłką). Zawodnicy niebiorący udziału w młynie pozostają za linią spalonego przebiegającą 5 m za stopą ostatniego biorącego udział w młynie zawodnika swojej drużyny (chyba że bliżej młyna znajduje się linia bramkowa – wówczas to ona jest linią spalonego)
W przypadku rucków, mauli, młynów i autów zawodnik będący na pozycji spalonej jest z powrotem uprawniony do gry, jeżeli natychmiast wycofa się za linię spalonego lub przeciwnik przebiegnie z piłką 5 m lub kopnie piłkę. Zawodnicy, którzy odłączą się od rucka lub maula, mogą do niego ponownie dołączyć jednak dopiero po wycofaniu za linię spalonego. 
W przypadku podyktowania rzutu karnego lub rzutu wolnego, zawodnicy drużyny, która popełniła przewinienie muszą natychmiast wycofać się za linię przebiegającą 10 m od punktu, w którym rzut jest podyktowany w kierunku własnego pola punktowego (a jeśli linia bramkowa jest bliżej – za tę linię).

## Konsekwencje spalonego
Sankcją za grę na pozycji spalonej jest w większości przypadków rzut karny dla drużyny przeciwnej. Jeśli zawodnik przypadkowo znajduje się na pozycji spalonej i nie może uniknąć dotknięcia piłki lub partnera dyktowany jest młyn z wrzutem drużyny przeciwnej.

## Historia
Od początku gry w rugby, zawodnik znajdujący się przed piłką był uważany za wyłączonego z gry. Spalony pojawił się już w pierwszych spisanych regułach gry z 1845 (zawodnik jest na spalonym, jeśli piłki dotknie jego partner znajdujący się za nim – przestaje być na spalonym, gdy piłki dotknie przeciwnik). Regułę taką początkowo przyjęto także w piłce nożnej – znalazła się w pierwszych spisanych prawach z 1863, zmieniono to zaś w 1867. Zasady spalonego kilkakrotnie w historii zmieniano, m.in. w 1932 zmieniono zasady spalonego podczas gry w młynie, a w 1964 w aucie.